# Антоніо Доннарумма
Антоніо Доннарумма (італ. Antonio Donnarumma, нар. 7 липня 1990, Кастелламмаре-ді-Стабія) — італійський футболіст, воротар клубу «Падова».

## Ігрова кар'єра
Народився 7 липня 1990 року в місті Кастелламмаре-ді-Стабія. Вихованець юнацьких команд футбольних клубів «Юве Стабія» та «Мілан».
З 2008 року почав включатися до заявки головної команди «Мілана», проте так у ній і не дебютувавши, був відданий в оренду до друголігової «П'яченци», в якій і почав свою дорослу кар'єру в сезоні 2010/11. Але основним воротарем став лише у своїй наступній команді, «Губбіо», за яку грав у сезоні 2011/12 у Серії B, також на умовах оренди з «Мілана».
2012 року перейшов до «Дженоа», в якому провів свою першу гру в Серії A, яка, утім, виявилася для нього єдиною за чотири сезони, проведені у цьому клубі. Протягом цього періоду кар'єри також захищав на орендних умовах кольори «Барі» в сезоні 2014/15, де був основним голкіпером, утім знову лише на рівні другого італійського дивізіону.
Протягом 2016—2017 років грав у Греції, де захищав кольори команди клубу «Астерас».
2017 року прийняв пропозицію повернутися до свого рідного «Мілана», в якому на той час місце основного воротаря вже впевнено зайняв його 18-річний на той час молодший на 9 років брат Джанлуїджі. Старшому ж брату довелося задовільнитися статусом третього воротаря і поодинокими виходами на поле у другорядних турнірах.

## Статистика виступів

### Статистика клубних виступів
Станом на 26 серпня 2019 року
| Сезон              | Команда            | Чемпіонат          | Чемпіонат | Чемпіонат | Національний кубок | Національний кубок | Національний кубок | Континентальні кубки | Континентальні кубки | Континентальні кубки | Інші змагання | Інші змагання | Інші змагання | Усього | Усього |
| Сезон              | Команда            | Ліга               | Ігор      | Голів     | Ліга               | Ігор               | Голів              | Ліга                 | Ігор                 | Голів                | Ліга          | Ігор          | Голів         | Ігор   | Голів  |
| ------------------ | ------------------ | ------------------ | --------- | --------- | ------------------ | ------------------ | ------------------ | -------------------- | -------------------- | -------------------- | ------------- | ------------- | ------------- | ------ | ------ |
| 2008–09            | «Мілан»            | A                  | 0         | -0        | КІ                 | 0                  | -0                 | КУЄФА                | 0                    | -0                   | -             | -             | -             | 0      | -0     |
| 2009–10            | «Мілан»            | A                  | 0         | -0        | КІ                 | 0                  | -0                 | ЛЧ                   | 0                    | -0                   | -             | -             | -             | 0      | -0     |
| 2010–11            | «П'яченца»         | B                  | 2+1       | -4 + -0   | КІ                 | 2                  | -6                 | -                    | -                    | -                    | -             | -             | -             | 5      | -10    |
| 2011–12            | «Губбіо»           | B                  | 37        | -59       | КІ                 | 2                  | -5                 | -                    | -                    | -                    | -             | -             | -             | 39     | -64    |
| 2012–13            | «Дженоа»           | A                  | 1         | -0        | КІ                 | 0                  | -0                 | -                    | -                    | -                    | -             | -             | -             | 1      | -0     |
| 2013–14            | «Дженоа»           | A                  | 0         | -0        | КІ                 | 0                  | -0                 | -                    | -                    | -                    | -             | -             | -             | 0      | -0     |
| 2014–15            | «Барі»             | B                  | 25        | -35       | КІ                 | 2                  | -3                 | -                    | -                    | -                    | -             | -             | -             | 27     | -38    |
| 2015–16            | «Дженоа»           | A                  | 0         | -0        | КІ                 | 0                  | -0                 | -                    | -                    | -                    | -             | -             | -             | 0      | -0     |
| Усього за «Дженоа» | Усього за «Дженоа» | Усього за «Дженоа» | 1         | -0        |                    | 0                  | -0                 |                      | -                    | -                    |               | -             | -             | 1      | -0     |
| 2016–17            | «Астерас»          | СЛ                 | 21        | -32       | KE                 | 2                  | -4                 | -                    | -                    | -                    | -             | -             | -             | 23     | -36    |
| 2017–18            | «Мілан»            | A                  | 0         | -0        | КІ                 | 1                  | -0                 | ЛЄ                   | 1                    | -0                   | -             | -             | -             | 2      | -0     |
| 2018–19            | «Мілан»            | A                  | 0         | -0        | КІ                 | 0                  | -0                 | ЛЄ                   | 0                    | -0                   | СІ            | 0             | -0            | 0      | -0     |
| Усього за «Мілан»  | Усього за «Мілан»  | Усього за «Мілан»  | 0         | -0        |                    | 1                  | -0                 |                      | 1                    | -0                   |               | -             | -             | 2      | -0     |
| Усього за кар'єру  | Усього за кар'єру  | Усього за кар'єру  | 87        | -129      |                    | 9                  | -18                |                      | 1                    | -0                   |               | -             | -             | 97     | -147   |